# Oberelben
Oberelben ist ein Ort in der Gemeinde Nümbrecht im Oberbergischen Kreis im südlichen Nordrhein-Westfalen innerhalb des Regierungsbezirks Köln.

## Lage und Beschreibung
Der Ort liegt zwischen Nümbrecht im Norden und Harscheid im Süden. Der Ort liegt in Luftlinie rund 2,1 km südwestlich vom Ortszentrum von Nümbrecht entfernt. 

## Flurnamen
Viele Flurnamen, die noch in den 90er Jahren des letzten Jahrhunderts bekannt und teils kartiert waren, sind heute fast vergessen. Richtung Homburg-Bröl war links der „Engerast“, in Richtung Altennümbrecht lag links „Im diepen Dahl“. Das Tal Richtung Niederelben war wie der Bach (heute Oberelbener Bach) „die Elf“ (daher die Ortsnamen Ober- und Niederelben, s. Erstnennung); auf dessen rechter Flanke war das „Malerstück“. Der Wald Richtung Harscheid war „Im Birk“. An der Straße nach Grunewald lagen rechts „Im Bock“ und der „Teufelswald“, und das lange, bewaldete Tal Richtung Nümbrecht hieß „In der Homerich“. 

## Geschichte

### Erstnennung
1484 wurde der Ort das erste Mal urkundlich erwähnt und zwar „Der Amtsknecht Symon van Elffen wird in einer Wechselurkunde über den Tausch von Hörigen zwischen Berg und Sayn genannt.“
Schreibweise der Erstnennung: Elffen

## Bus und Bahnverbindungen

### Bürgerbus
Haltestelle des Bürgerbusses (Route: Lindscheid–Nümbrecht) der Gemeinde Nümbrecht.

### Linienbus
Haltestelle: Oberelben
- 323 Nümbrecht Schulzentrum (OVAG, Schulbus)
- 346 Nümbrecht Schulzentrum (OVAG, Schulbus)